# Liene Bondare
Liene Bondare (ur. 21 lutego 1996) – łotewska narciarka alpejska, uczestniczka Mistrzostw Świata 2013.
Bondare brała udział w mistrzostwach świata w Schladming. Jej najlepszym wynikiem było 66. miejsce w gigancie.
Bondare zadebiutowała w zawodach Pucharu Świata 11 listopada 2017 roku w Levi, gdzie nie zakwalifikowała się do pierwszego przejazdu w slalomie.

## Osiągnięcia

### Igrzyska olimpijskie
| Miejsce | Dzień    | Rok  | Miejscowość | Konkurencja | Czas biegu | Strata | Zwyciężczyni |
| ------- | -------- | ---- | ----------- | ----------- | ---------- | ------ | ------------ |
| DNF2    | 9 lutego | 2022 | Pekin       | Slalom      | 1:44,98    | -      | Petra Vlhová |

### Mistrzostwa świata
| Miejsce | Dzień     | Rok  | Miejscowość       | Konkurencja | Czas biegu | Strata | Zwyciężczyni          |
| ------- | --------- | ---- | ----------------- | ----------- | ---------- | ------ | --------------------- |
| 66.     | 14 lutego | 2013 | Schladming        | Gigant      | 2:08,06    | -      | Tessa Worley          |
| 74.     | 12 lutego | 2015 | Vail/Beaver Creek | Gigant      | 2:19,16    | -      | Anna Fenninger        |
| DNF1    | 18 lutego | 2017 | Sankt Moritz      | Slalom      | 1:37,27    | -      | Mikaela Shiffrin      |
| 56.     | 14 lutego | 2019 | Åre               | Gigant      | 2:01,97    | -      | Petra Vlhová          |
| DNF1    | 16 lutego | 2019 | Åre               | Slalom      | 1:57,05    | -      | Mikaela Shiffrin      |
| DNF2    | 20 lutego | 2021 | Cortina d’Ampezzo | Slalom      | 2:30,66    | -      | Katharina Liensberger |

### Mistrzostwa świata juniorów
| Miejsce | Dzień    | Rok  | Miejscowość | Konkurencja | Czas biegu | Strata | Zwyciężczyni |
| ------- | -------- | ---- | ----------- | ----------- | ---------- | ------ | ------------ |
| 29.     | 13 marca | 2017 | Åre         | Slalom      | 1:42,81    | +6,81  | Camille Rast |

### Puchar Świata

#### Miejsca w klasyfikacji generalnej
- sezon 2017/2018: -

#### Miejsca na podium w zawodach
Bondare nie stawała na podium zawodów PŚ.